# 限外顕微鏡
限外顕微鏡（げんがいけんびきょう）は特殊な照明装置を用いた、非常に小さな粒子を観察できる顕微鏡。粒子の直径が可視光の波長（約500ナノメートル）近辺もしくはそれ以下の場合、通常の照明装置では粒子を観察できないが、限外顕微鏡法は光の反射ではなく、光の散乱に基づいているため、観察が可能である。
限外顕微鏡では、粒子を液体または気体コロイド（もしくはさらに不均一な懸濁液）などに分散させて観察する。コロイドを遮光容器の中に入れ、一方向から強い光線を照射すると、コロイド粒子に当たった光が散乱する（チンダル現象）。
光線に対して直角に設置した普通の顕微鏡で見ると、個々の粒子が不規則に動くぼんやりとした小さい光として観察できる。光の散乱を使用しているので、光の反射より得られる像が不鮮明になる。
ほとんどの液体や気体コロイド中で、粒子はブラウン運動をしている。
限外顕微鏡は透明の固体やゲルに分散した不透過粒子の観察にも用いることができる。
限外顕微鏡(ultramicroscope)の"ultra"は、可視光の波長よりも直径が短い粒子を観察できることを意味する。これは（可視光より短波長である）紫外線(ultraviolet)に倣って付けられたものである。
この顕微鏡は、エアロゾルとコロイドの観察、ブラウン運動の研究、霧箱でのイオン化軌道の観察、生物の微細構造の研究などに用いられてきた。
1902年にカール・ツァイスに所属するリヒャルト・ジグモンディとヘンリー・ジーデントップにより開発された。太陽光を当てると、クランベリーガラス（金を含有する赤色ガラス）中の4nmのナノ粒子の大きさを特定することができた。ジグモンディはさらに改良を加え、1912年に浸式限外顕微鏡を発表し、液体中に懸濁したナノ粒子の観察が可能になった。彼は1925年、コロイドと限外顕微鏡に関する研究によりノーベル化学賞を受賞した。
後に電子顕微鏡が開発され、光学顕微鏡では小さすぎて観察できない物体を見るための新たな方法が生み出された。